# Konstantin Sal'nikov
Konstantin Pavlovič Sal'nikov (in russo Константин Павлович Сальников?; Mosca, 30 dicembre 1927) è un ex pentatleta sovietico.

## Palmarès
In carriera ha conseguito i seguenti risultati:
- Mondiali:

Macolin 1955: oro nel pentathlon moderno individuale.
Macolin 1955: argento nel pentathlon moderno a squadre.